# Foudi des Comores
Foudia eminentissima
Espèce
Statut de conservation UICN

 LC  : Préoccupation mineure
Le Foudi des Comores (Foudia eminentissima) est une espèce de passereau appartenant à la famille des Ploceidae.

## Sous-espèces
- F. e. consobrina Milne-Edwards & Oustalet, 1885 — Grande Comore ;
- F. e. anjuanensis (Milne-Edwards & Oustalet, 1888) — Anjouan ;
- F. e. eminentissima Bonaparte, 1850 — Mohéli ;
- F. e. algondae (Schlegel, 1867) — Mayotte.